# Sue Wicks
Susan Joy „Sue” Wicks (ur. 26 listopada 1966 w Center Moriches) – amerykańska koszykarka występująca na pozycji silnej skrzydłowej, mistrzyni igrzysk panamerykańskich, czterokrotna wicemistrzyni WNBA. Po zakończeniu kariery sportowej – trenerka koszykarska.

## Osiągnięcia
Stan na 17 stycznia 2017, na podstawie, o ile nie zaznaczono inaczej.

### NCAA
- Uczestniczka rozgrywek:
  - Elite 8 turnieju NCAA (1986, 1987)
  - Sweet 16 turnieju NCAA (1986–1988)
- Mistrzyni:
  - turnieju konferencji Atlantic 10 (1987, 1988)
  - sezonu regularnego konferencji Atlantic 10 (1986–1988)
- Koszykarka Roku:
  - NCAA:
    - im. Naismitha (1988)[6]
    - według:
      - United States Basketball Writers Of America (USBWA – 1988)
      - Women’s Basketball News Service (1988)
      - Street & Smith’s (1988)

  - Konferencji Atlantic 10 (1986–1988)
- MVP turnieju konferencji Atlantic 10 (1986–1988)
- Zaliczona do:
  - I składu:
    - Kodak All-American (1986–1988)
    - All-Regional Team (1986, 1987)
    - turnieju NCAA (1986, 1987)
- Uczelnia zastrzegła należący do niej numer 23

### WNBA
- Wicemistrzyni NBA (1997, 1999, 2000, 2002)
- Laureatka nagrody Kim Perrot Sportsmanship Award (2001)
- Wybrana do New York Liberty Ring of Honor (2011)
- Uczestniczka meczu gwiazd WNBA (2000)

### Inne drużynowe
- Uczestniczka rozgrywek:
  - Euroligi (1996/97)
  - pucharu Ronchetti (1994–1996, 1997/87, 2000/01)
  - FIBA Europe Cup (2002/03)

### Inne indywidualne
- Zaliczona do:
  - Żeńskiej Galerii Sław Koszykówki (2013)
  - Galerii Sław Sportu:
    - uczelni Rutgers (1994)
    - Center Moriches (1912)

### Reprezentacja
- Mistrzyni panamerykańskich (1987)[7]